# Enrico Cavaglià
Enrico Cavaglià (Torino, 1857 – Torino, 1938) è stato un avvocato e giurista italiano.

## Biografia
Avvocato e giurista, Presidente del Consiglio dell'Ordine degli Avvocati di Torino dal 1926 al 1929 .
Il Comune di Torino gli ha dedicato una via nella zona nord della città, nel quartiere Barriera di Milano.
L'archivio di Stato di Torino possiede un fondo omonimo che conserva la documentazione relativa ai processi seguiti dall'Avvocato nel corso della sua carriera professionale. Il fondo è stato donato dalla famiglia nel 2003.